# Palau Blaugrana
Der Palau Blaugrana (deutsch Blau-dunkelroter Palast) ist eine Mehrzweckhalle in der spanischen Stadt Barcelona, Autonome Gemeinschaft Katalonien. Die im Oktober 1971 eingeweihte Halle ist im Besitz des FC Barcelona.

## Geschichte
Die Arena dient als Spielort für die verschiedenen Ballsportmannschaften im Basketball-, Handball-, Rollhockey- und Futsal des FC Barcelona. Anfangs bot sie Platz für 5696 Zuschauer. Nach Ausbauarbeiten in den Jahren 1994 und 2007 hatte die Halle bis 2023 insgesamt 7585 Zuschauerplätze.
Der Palau Blaugrana befindet sich neben dem Fußballstadion Camp Nou, wo die erste Mannschaft der Fußballabteilung ihre Heimspiele austrägt. Bis zum Abriss 2019 befand sich dort auch das Mini Estadi, in dem der FC Barcelona B, die zweite Mannschaft der Fußballer, die A-Jugend und gelegentlich auch die Frauenfußballmannschaft von Barça genutzt.
Neben den Wettbewerben im Rollhockey, Judo und Taekwondo bei den Olympischen Sommerspielen 1992 war die Arena u. a. Austragungsort des Tennis-Masters der Männer 1972, der Taekwondo-Europameisterschaft 1976, der Fechtweltmeisterschaften 1985 und der Judo-Weltmeisterschaft 1991.

## Zukunft
Der FC Barcelona plant den Bau eines neuen Palau Blaugrana für 100 Millionen Euro. Das gab der Verein auf einer Pressekonferenz am 27. September 2012 bekannt. Dem Plan zufolge soll der Nachfolger bis zum Jahr 2020, wenn möglich auch früher, fertiggestellt sein. Eine neue Halle ist wichtig für das Basketballteam des FC Barcelona, um die Lizenz für die EuroLeague weiterhin zu erhalten. Eine Auflage der Lizenz ist u. a. eine Spielstätte mit mindestens 10.000 Plätzen.
Bevor die Neuerrichtung umgesetzt wird, soll der Palau Blaugrana zunächst in der Spielzeit 2021/22 ein Facelift erhalten. Es soll eine Mio. Euro investiert werden, um u. a. Arbeiten an der Anzeigetafel, der Beschallungsanlage und dem Stromnetz der Arena durchzuführen. Auch ein neuer Hospitality-Bereich für die V.I.P.-Fans soll eingerichtet werden. Der Neubau, der zwischen 10.000 und 15.000 Plätzen bieten soll, soll nicht vor der Saison 2025/26 fertiggestellt werden. Im März 2023 wurde der Abschluss der Umbauarbeiten bekannt gegeben. Die Halle bietet jetzt 7500 Plätze. Hauptsächlich wurde der Komfort für die Besucher verbessert. Auch Catering-Einrichtungen wurden eingebaut, während ein neuer V.I.P.-Raum mit Blick auf den Platz geschaffen wurde. Die Beleuchtung besteht aus LED-Scheinwerfern. Zwei Fanshops für das Barça-Merchandising wurden ebenfalls hinzugefügt.

## Ehrungen
Im Palau Blaugrana ehrt der FC Barcelona einige seiner Handballspieler mit dem Aufhängen eines Trikots mit deren Rückennummer. Dies sind Òscar Grau (2), Xavier O’Callaghan (4), Enric Masip (5), Iñaki Urdangarin (7), Joan Sagalés (14) und David Barrufet (16). Am 30. November 2022 kam Víctor Tomás (8) hinzu. Ebenfalls geehrt werden die Basketballspieler Andrés Jiménez (4), Nacho Solozabal (7), Juan Carlos Navarro (11), Roberto Dueñas (12) und Juan Antonio San Epifanio (15) sowie Eishockeyspieler Alberto Borregán (21) und Futsal-Torhüter Paco Sedano (28).

## Galerie

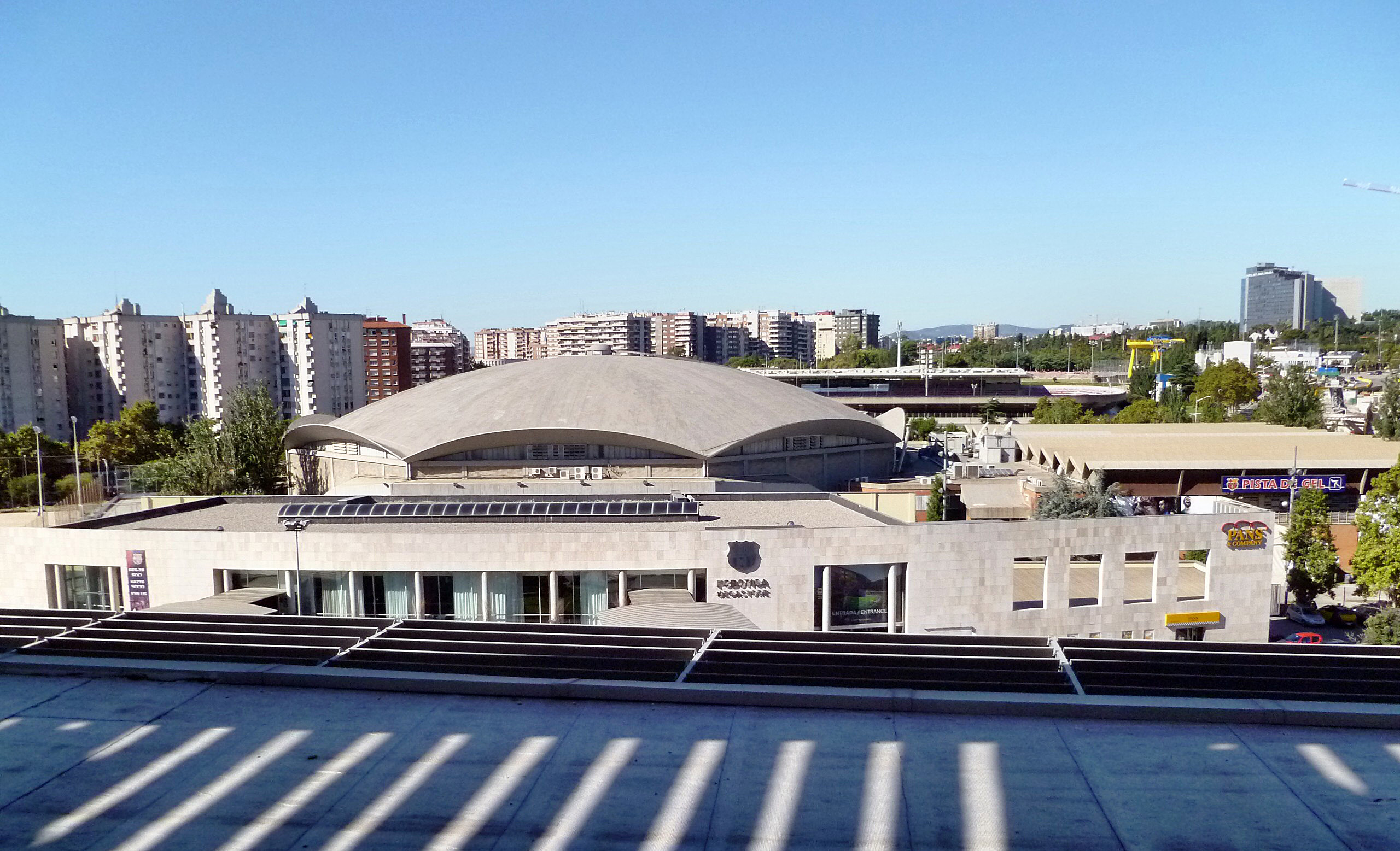
Der Palau Blaugrana im September 2010
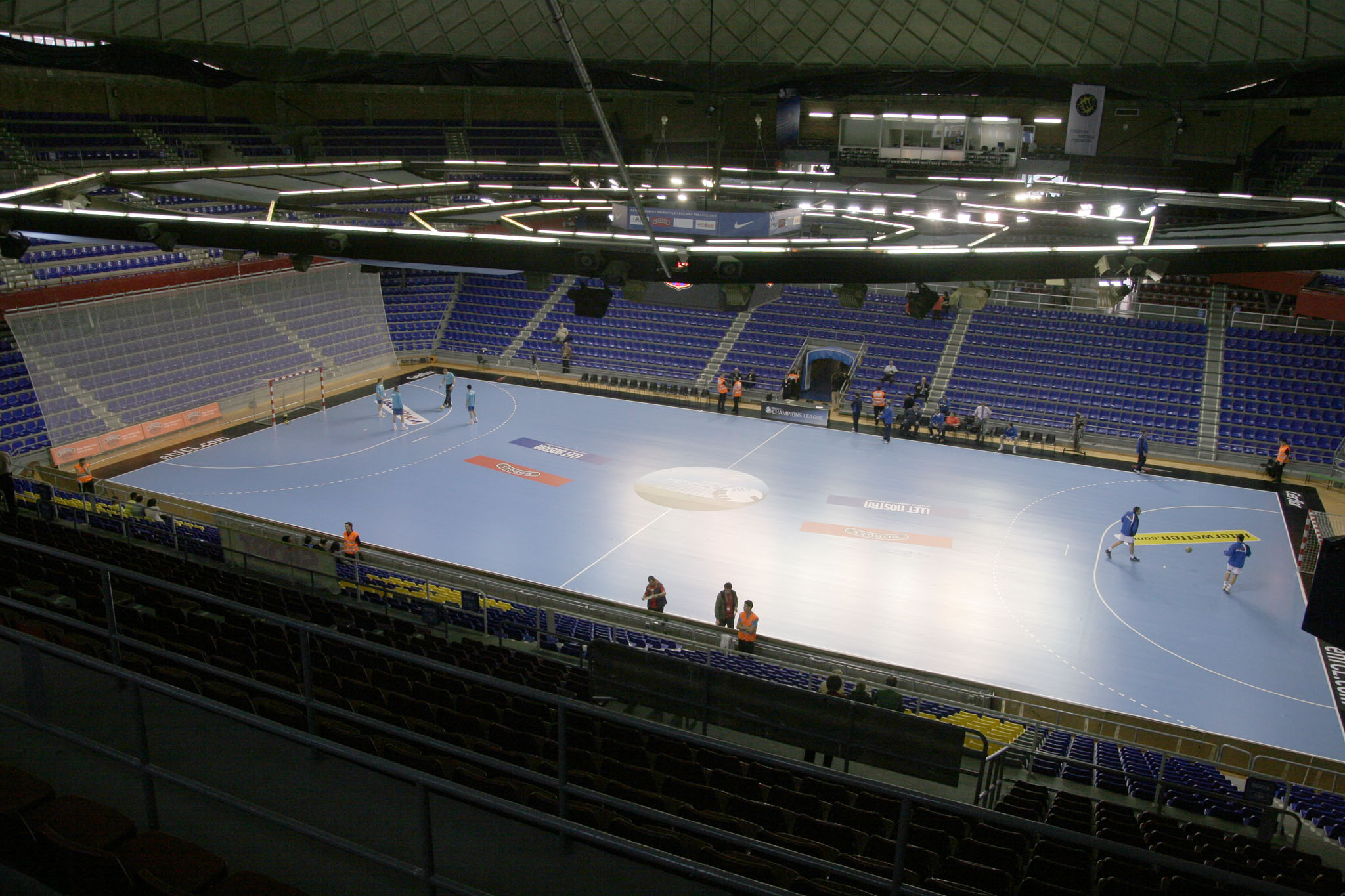
Die Halle vor einem Spiel der EHF Champions League gegen den RK Metalurg Skopje am 12. Oktober 2008
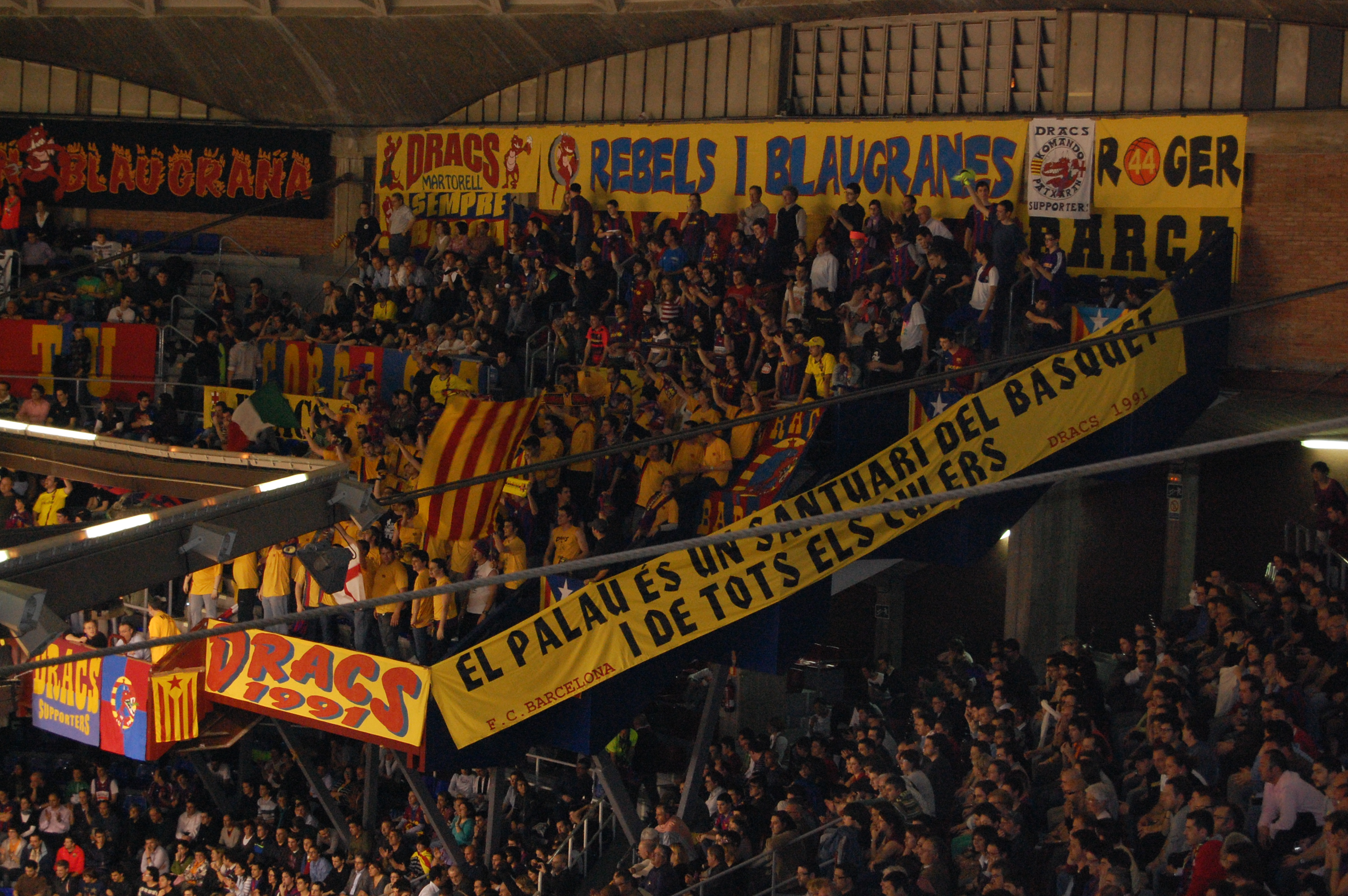
Fans auf den Tribünen
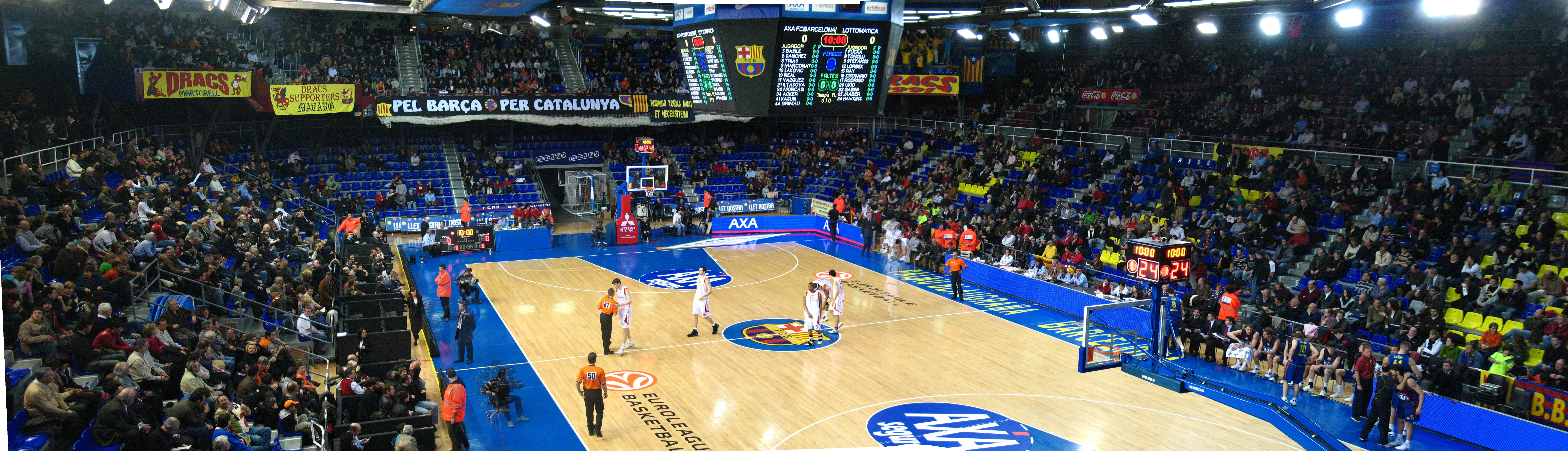
Der FC Barcelona gegen Lottomatica Rom in der EuroLeague im Februar 2008